# The Barretts of Wimpole Street (pel·lícula de 1934)
The Barretts of Wimpole Street és una pel·lícula estatunidenca dirigida per Sidney Franklin i estrenada l'any 1934. Fou nominada a l'Oscar a la millor pel·lícula. L'any 1957, el mateix director va realitzar un remake de la pel·lícula.

## Argument
Edward Moulton-Barrett és un antic terratinent, fervorós de la paraula de Déu, que té gairebé recloses a casa les seves tres filles, a les quals ha prohibit contreure matrimoni per tota la vida. Elizabeth, la filla mitjana, una prometedora poetessa malalta de tuberculosi, coneix el poeta Robert Browning (March) amb el qual fa temps que s'escriu, i ambdós s'enamoren, cosa que farà que hagin d'enfrontar la tirania del pare.

## Repartiment
- Norma Shearer: Elizabeth Barrett
- Fredric March: Robert Browning
- Charles Laughton: Edward Moulton-Barrett
- Maureen O'Sullivan: Henrietta Barrett
- Katharine Alexander: Arabel Barrett
- Ralph Forbes: Capità Surtees Cook
- Marion Clayton Anderson: Bella Hedley
- Ian Wolfe: Harry Bevan
- Una O'Connor: Wilson
- Leo G. Carroll: Dr. Ford-Waterlow

## Nominacions
- 1935: Oscar a la millor pel·lícula i Oscar a la millor actriu per Norma Shearer